# Trond Martiniussen
Trond Grønning Martiniussen (ur. 5 stycznia 1945 w Borge, obecnie części Fredrikstad) – norweski zapaśnik walczący w stylu klasycznym. Olimpijczyk z Monachium 1972, gdzie odpadł w eliminacjach w wadze muszej do 52 kg.
Czwarty na mistrzostwach świata w 1967. Zdobył cztery medale na mistrzostwach nordyckich w latach 1963 – 1972.

## Letnie Igrzyska Olimpijskie 1972
| Konkurencja                | Walki               | Walki                            | Klas. końcowa |
| Konkurencja                | Pierwsza runda      | Druga runda                      | Miejsce       |
| -------------------------- | ------------------- | -------------------------------- | ------------- |
| styl klasyczny, waga musza | Fritz Huber (FRG) P | Dżamsrangijn Mönch-Oczir (MGL) P | druga runda   |